# Władysław Majewski (1933–2002)

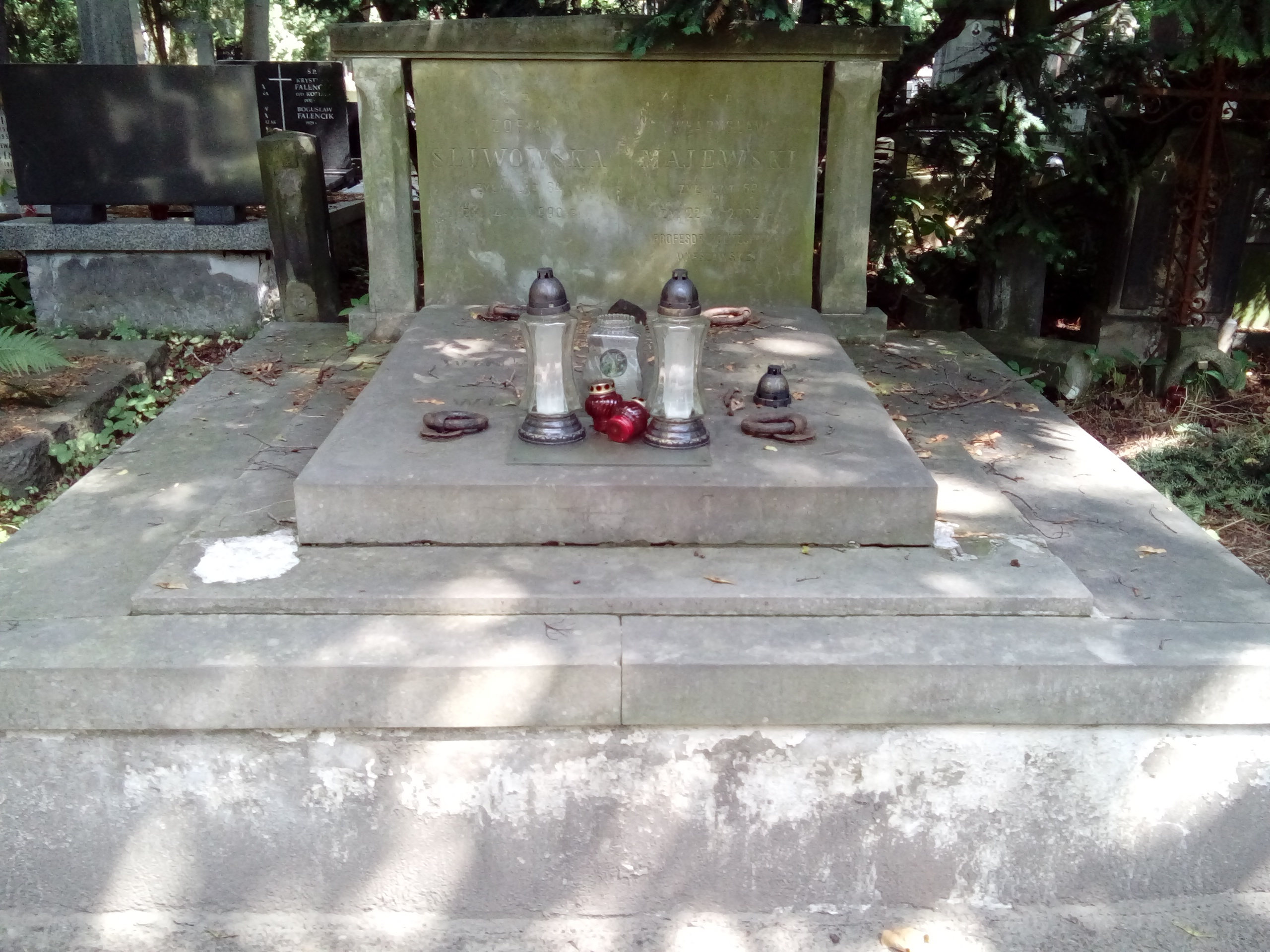
Grób Władysława Majewskiego na cmentarzu Powązkowskim

Władysław Stanisław Majewski (ur. 6 kwietnia 1933 w Warszawie, zm. 22 maja 2002) – polski profesor nauk technicznych, specjalista od telekomunikacji, minister łączności w latach 1981–1987.

## Życiorys
Absolwent VI Liceum Ogólnokształcącego im. Tadeusza Reytana w Warszawie (1950). W 1956 uzyskał tytuł zawodowy magistra inżyniera łączności, a sześć lat później stopień doktora nauk technicznych na Wydziale Łączności Politechniki Warszawskiej. Od 1954 był zatrudniony w Katedrze Teletransmisji Przewodowej Politechniki Warszawskiej, następnie (od 1970) jako adiunkt i zastępca dyrektora ds. naukowych w Instytucie Łączności. W 1976 uzyskał tytuł profesora nadzwyczajnego. W 1981 został dyrektorem naczelnym Instytutu Łączności.
Od 1971 należał do Stronnictwa Demokratycznego. W rządach Wojciecha Jaruzelskiego i Zbigniewa Messnera pełnił obowiązki ministra łączności (1981–1987). Po odejściu z rządu powrócił do pracy w Politechnice Warszawskiej. W 1990 uzyskał tytuł profesora zwyczajnego. Od wiosny 1991 do końca życia zatrudniony w Instytucie Telekomunikacji Wydziału Elektroniki i Technik Informacyjnych Politechniki Warszawskiej jako jego dyrektor.
Specjalizował się w systemach cyfrowych, telekomunikacji cyfrowej, układach cyfrowych i logicznych. Prowadził wykłady: „Układy logiczne”, „Sieci zintegrowane” i „Matematyka dyskretna”. Był członkiem Komitetu Elektroniki i Telekomunikacji Polskiej Akademii Nauk i członkiem zwyczajnym Towarzystwa Naukowego Warszawskiego.
Zmarł po ciężkiej chorobie na wiosnę 2002. Został pochowany w grobie rodzinnym na cmentarzu Powązkowskim w Warszawie (kw. 198, rząd 6, grób 10/11).

## Wybrane publikacje
- Instalacje głośnikowe rozgłaszania przewodowego, Biuro Wydawnictw Polskiego Radia, Warszawa 1952
- Władysław Majewski, Aleksander Albicki, Algebraiczna teoria automatów, Wydawnictwa Naukowo-Techniczne, Warszawa 1980
- Teoria układów logicznych: synteza układów logicznych metodą dekompozycji funkcji boolowskich, Warszawa 1993
- Układy logiczne, Wydawnictwa Naukowo-Techniczne, Warszawa 1999 (wydanie szóste rozszerzone)